# Клавикорд
Клавикордът е музикален инструмент от групата на клавишните инструменти, използван в периодите на късното Средновековие, Ренесанса, барока и класицизма. В миналото той е бил широко използван като инструмент за упражнение и при композиране, тъй като не е достатъчно силен за концертно изпълнение. Клавикордът произвежда звук чрез удряне по медни или железни струни с малки остриета, наречени тангенти. Трептенията се предават чрез мостче(та) на резонатора. 

## Етимология
Името на клавикорда идва от латинската дума clavis, означаваща „клавиш“ и chordis – струна. Аналогично име се използва и в другите европейски езици - (италиански - clavicordio, clavicordo; френски - clavicorde; немски - klavichord; латински - clavicordium; португалски - clavicórdio; испански - clavicordio). 
В България на клавикорд свири Цветана Иванова.